# 加爾馬基
49°6′14″N 27°32′47″E / 49.10389°N 27.54639°E
加爾馬基（烏克蘭語：Гармаки），是烏克蘭的村落，位於該國西南部文尼察州，由日梅林卡區負責管轄，始建於1493年，面積3.7平方公里，海拔高度318米，2001年人口1,157，人口密度每平方公里312.87人。